# Pak Se-ri Invitational
De Pak Se-ri Invitational is een jaarlijks golftoernooi voor vrouwen in Zuid-Korea, dat deel uitmaakt van de LPGA of Korea Tour. Het werd opgericht in 2010 als de Rush & Cash Charity Classic (Koreaans: 러시앤캐시 채리티 클래식) en vindt sindsdien telkens plaats op de Solmoro Country Club in Gyeonggi. Sinds 2014 is het een invitatietoernooi die georganiseerd wordt door de Zuid-Koreaanse golfer Pak Se-ri.
Het toernooi wordt gespeeld in een strokeplay-formule van drie ronden (54-holes).

## Winnaressen
| Jaar                                  | Winnares                    | Score                       | Score                       | Info                                            |
| Rush & Cash Charity Classic           | Rush & Cash Charity Classic | Rush & Cash Charity Classic | Rush & Cash Charity Classic | Rush & Cash Charity Classic                     |
| ------------------------------------- | --------------------------- | --------------------------- | --------------------------- | ----------------------------------------------- |
| 2010                                  | Kim Hye-youn                | 206                         | –10                         |                                                 |
| 2011                                  | Lee Seung-hyun              | 209                         | –7                          |                                                 |
| 2012                                  | Kim Ha-neul                 | 208                         | –8                          |                                                 |
| Rush & Cash Happiness Sharing Classic |                             |                             |                             |                                                 |
| 2013                                  | Jang Ha-na                  | 206                         | –10                         |                                                 |
| Pak Se-ri OK SavingsBank Invitational |                             |                             |                             |                                                 |
| 2014                                  | Lee Min-young po            | 213                         | –3                          | Won de play-off van Jung Hee-won en Kim Min-sun |

| Toernooirecord |

 Lotte Mart Women's Open ·
 Nexen Saint Nine Masters ·
 Edaily Ladies Open ·
 Woori Ladies Championship ·
 Doosan Match Play Championship ·
 E1 Charity Open ·
 Lotte Cantata Women's Open ·
 S-OIL Champions Invitational ·
 Korea Women's Open ·
 Kumho Tire Women's Open ·
 Jeju Samdasoo Masters ·
 Hanwha Finance Classic ·
 KyoChon Honey Ladies Open ·
 Nefs Masterpiece ·
 MBN Women's Open ·
 Charity High1 Resort Open ·
 YTN-Volvik Women's Open ·
 KLPGA Championship ·
 Daewoo Classic ·
 Pak Se-ri Invitational ·
 Hite Championship ·
 LPGA KEB-HanaBank Championship ·
 KB Star Championship ·
 Seoul Ladies Classic ·
 ADT CAPS Championship ·
 Chosun Ilbo Championship ·
 China Women's Open